# Andrass Samuelsen
Andrass Samuelsen (1. července 1873, Haldarsvík – 30. června 1954, Fuglafjørður) byl faerský politik Unionistické strany, jenž zastával jako první po získání autonomie funkci premiéra (v letech 1948–1950).

## Politické funkce
Samuelsen byl dlouholetým členem parlamentu (1906–1950), v letech 1913–1915 a 1918–1939 byl též poslancem dánského parlamentu, 1917–1918 rovněž působil v dánském senátu. Mezi roky 1924 a 1948 byl předsedou Unionistické strany.

## Rodina
Jeho syn Georg Lindenskov Samuelsen byl více než 50 let vydavatelem stranického listu Dimmalætting, dcera Lisbeth L. Petersen jednou z prvních žen ve faerské politice.